# برايان توماس سميث
برايان توماس سميث (بالإنجليزية: Brian Thomas Smith)‏ هو منتج أفلام وممثل أمريكي، ولد في 13 مايو 1977 في سانت لويس في الولايات المتحدة.

## وصلات خارجية
- برايان توماس سميث على موقع IMDb (الإنجليزية)
- برايان توماس سميث على موقع قاعدة بيانات الفيلم (الإنجليزية)